# دون أرماندو
دون أرماندو (بالإنجليزية: Don Armando)‏ هو طبال أمريكي، ولد في 9 أغسطس 1946، وتوفي في 16 نوفمبر 2002.